# Mai Sayegh
May Musa Sayegh (en árabe: مي الصايغ‎; 1940 – 5 de febrero de 2023), también escrito Mai Sayegh, fue una poeta, feminista, activista política y escritora palestina.

## Trayectoria
Sayegh nació en 1940 en la ciudad de Gaza. Estudió  filosofía y sociología en la Universidad de El Cairo. En 1954 encabezó la sección femenina del Partido Baaz. Después de la Guerra de los Seis Días en 1967 y la ocupación de la Franja de Gaza, huyó de Gaza y se estableció en Beirut.

## Carrera
Sayegh fue secretaria general de la Unión de Mujeres de la Organización de Liberación Palestina (OLP) de 1976 a 1986 y miembro del Consejo Nacional Palestino (PNC). La Unión General de Mujeres Palestinas se formó en 1965 como resultado de una decisión del PNC en 1964. Fue oradora en la Conferencia de Mujeres de las Naciones Unidas de 1980 en Copenhague, donde recibió "un atronador aplauso" por su discurso sobre la promoción de la paz, la igualdad y el desarrollo. Afirmó que los resultados de la conferencia fueron un éxito no sólo para los palestinos sino "para todos los pueblos que luchan contra el racismo, la explotación y el dominio extranjero".

### Conflicto israelí-palestino
Conocida por sus fuertes opiniones antisionistas, Sayegh dijo una vez que el objetivo de los palestinos era la liberación de Palestina y que "cualquier palestino que quisiera menos era un traidor". También escribió poemas sobre las luchas que enfrentan las mujeres en los campos de refugiados palestinos. Sus poemas han sido publicados en destacadas revistas árabes de toda la región, como la revista Al-Adab en Líbano y la revista Aqlam en Irak. También ha participado en festivales de poesía en todo el mundo árabe, incluidos Beirut, Bagdad, Ciudad de Kuwait, Omán y El Cairo.

### Derechos de las mujeres
Dentro de la comunidad palestina, fue una firme defensora de los  derechos de las mujeres, especialmente en el ámbito político, y pidió una mayor inclusión de las mujeres en el Consejo Nacional Palestino y en la formulación de políticas. Sayegh creía que la segregación de hombres y mujeres era una forma de discriminación, ya que priorizaba a los hombres. En 1968, adoptó una postura contra la política de Fatah de que los hombres dirigieran a las mujeres basándose únicamente en su género y, finalmente, condujo a la igualdad de género en los niveles básicos de Fatah. Su enfoque audaz para empoderar a las mujeres ha atraído críticas, y un comentarista afirmó en 1981 que "grita demasiado".
Sayegh estaba casada con Abu Hatam, funcionario de la OLP. Murió el 5 de febrero de 2023, a la edad de 82 años. 
Sayegh recibió el premio Ana Betancourt en la década de 1980 de manos del presidente cubano Fidel Castro.
Sayegh también fue el tema de una película documental realizada en 2001 llamada Historias de Gaza (en árabe: حكيات من غزة‎), producida por Mer'ah Media y dirigida por el cineasta libanés Arab Loutfi.